# 凯尔西地区朗杜
凯尔西地区朗杜（法語：Lendou-en-Quercy，法語發音：[lɑ̃du ɑ̃ kɛʁsi]）是法国洛特省的一个市镇，属于卡奥尔区。该市镇于2018年由原市镇圣西普里安、圣洛朗洛尔米和拉斯卡巴讷合并而成。

## 地名
凯尔西（Quercy）是法国历史上的一个行省，位于今法国西南部。“朗杜”（Lendou）则是指朗杜河，其为流经该地一条河流，是巴格洛内特河的左支流。

## 地理
凯尔西地区朗杜（44°18'31"N, 1°15'53"E）面积42.46 平方千米，位于法国奧克西塔尼大區洛特省，该省份为法国西南部内陆省份，北起顺时针与科雷兹省、康塔爾省、阿韦龙省、塔恩-加龙省、洛特-加龍省和多尔多涅省接壤。
与凯尔西地区朗杜接壤的市镇（或旧市镇、城区）包括：凯尔西地区巴格洛讷、塞扎克、卡斯泰尔诺蒙拉捷、索沃泰尔、特雷茹勒、蒙洛赞、白色凯尔西地区蒙屈克。
凯尔西地区朗杜的时区为UTC+01:00、UTC+02:00（夏令时）。

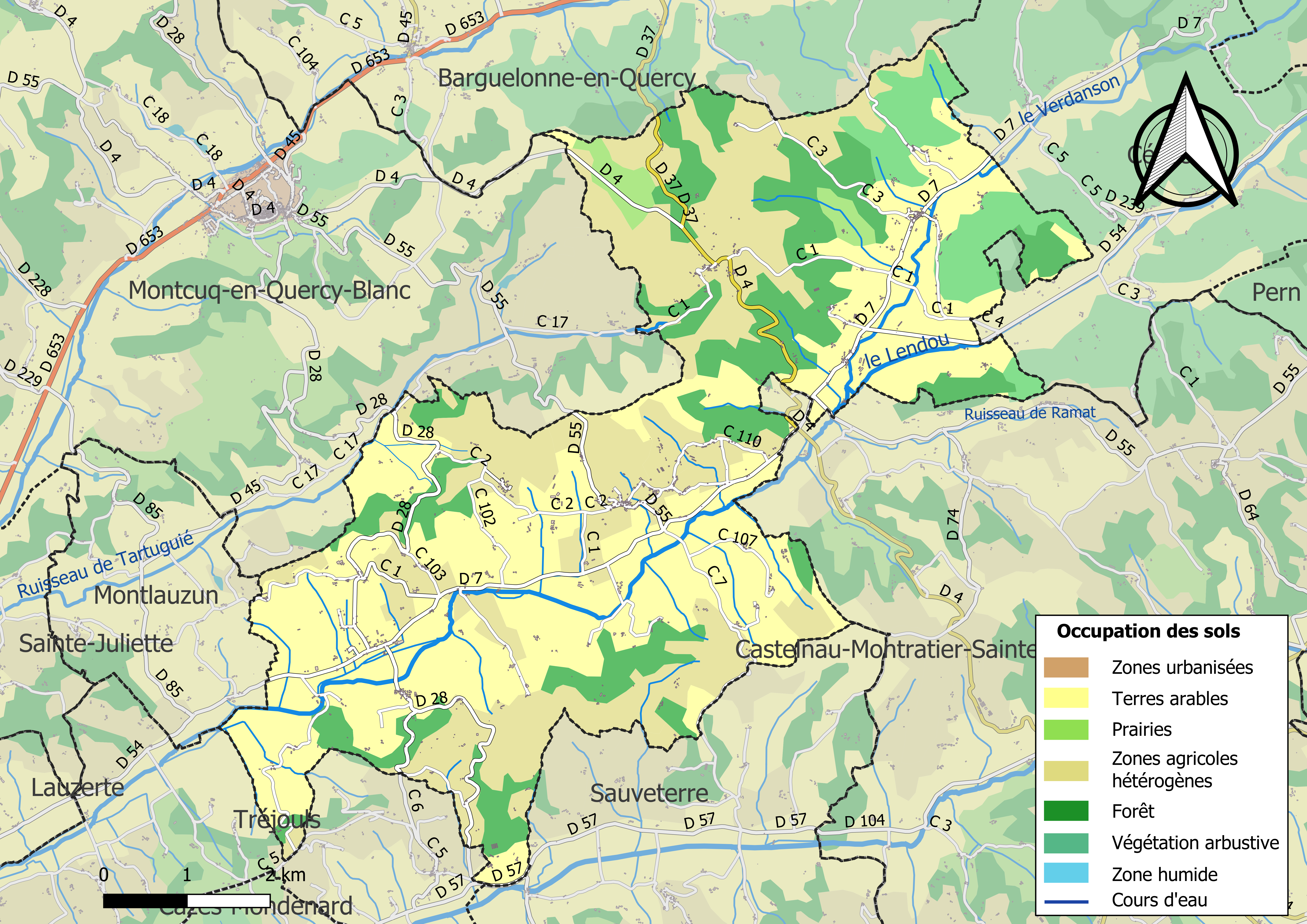
凯尔西地区朗杜的OSM定位图

## 行政
凯尔西地区朗杜的邮政编码为46800，INSEE市镇编码为46262。

## 政治
凯尔西地区朗杜所属的省级选区为吕泽什县。

## 人口
凯尔西地区朗杜于2022年1月1日时的人口数量为620人。